# Ruta Estatal de Arizona 97
La Ruta Estatal de Arizona 97, y abreviada SR 97 (en inglés: Arizona State Route 97) es una carretera estatal estadounidense ubicada en el estado de Arizona. La carretera inicia en el Sur desde la US 93     en Congress hacia el Norte en la SR 96     en Bagdad. La carretera tiene una longitud de 17,6 km (10.91 mi).

## Mantenimiento
Al igual que las autopistas interestatales, y las rutas federales y el resto de carreteras estatales, la Ruta Estatal de Arizona 97 es administrada y mantenida por el Departamento de Transporte de Arizona por sus siglas en inglés ADOT.